# Bubalus mephistopheles
Bubalus mephistopheles är en utdöd däggdjursart som beskrevs av Hopwood 1925. Bubalus mephistopheles ingår i släktet Bubalus och familjen slidhornsdjur. Inga underarter finns listade.
Arten domesticerades av människor under pleistocen men den dog ut omkring 3000 f.Kr. Kvarlevor hittades i Kina.